# Tupaia belangeri
Tupaia belangeri är en däggdjursart som först beskrevs av Wagner 1841.  Tupaia belangeri ingår i släktet Tupaia och familjen spetsekorrar. IUCN kategoriserar arten globalt som livskraftig.
Denna spetsekorre förekommer i Sydostasien från östra Nepal och östra Bangladesh till Vietnam och norra Malackahalvön. Arten finns även på Hainan. I bergstrakter når djuret 3000 meter över havet. Habitatet utgörs av olika slags skogar, ofta med buskar som undervegetation. Tupaia belangeri besöker även risodlingar eller kultiverade områden med oljepalm eller kokospalm. Den är troligen inte beroende av skogar med höga träd.
Arten når en kroppslängd (huvud och bål) av 12 till 21 cm, en svanslängd av 14 till 20 cm och en vikt mellan 50 och 270 g. Hos hanar är bålen allmänt större och deras ring kring ögat är vitaktig. Tupaia belangeri har en päls som varierar mellan olivbrun och gråaktig i färgen. Påfallande är artens varierande kroppstemperatur som kan ligga mellan 35 och 40 °C.
Innan honan blir brunstig för första gången lever varje individ ensam och försvarar sitt revir mot artfränder. Efter den första parningen bildas monogama par. Sedan delar honan och hanen ett territorium men de har mindre kontakt med varandra utanför parningstiden. De delade revir försvaras vanligen mot inkräktare av samma kön. Territoriets gränser markeras med körtelvätska.
Tupaia belangeri äter främst insekter som kompletteras med några frukter. Denna spetsekorre behöver även dricka med jämna mellanrum.
Honan kan bli parningsberedd under alla årstider. Dräktigheten varar 41 till 45 dagar och sedan föds en till fem nakna och blinda ungar. Ungarna får sin hörsel efter cirka 10 dagar och sin synförmåga efter ungefär 20 dagar. Moderns slutar efter cirka 35 dagar med digivning och 50 till 60 dagar efter födelsen blir ungarna självständiga. Den första parningen sker för hanar och honor efter 4 till 5 månader. Några individer i fångenskap levde 12 år.

## Underarter
Arten delas in i följande underarter:
- T. b. belangeri
- T. b. chinensis

## Bildgalleri

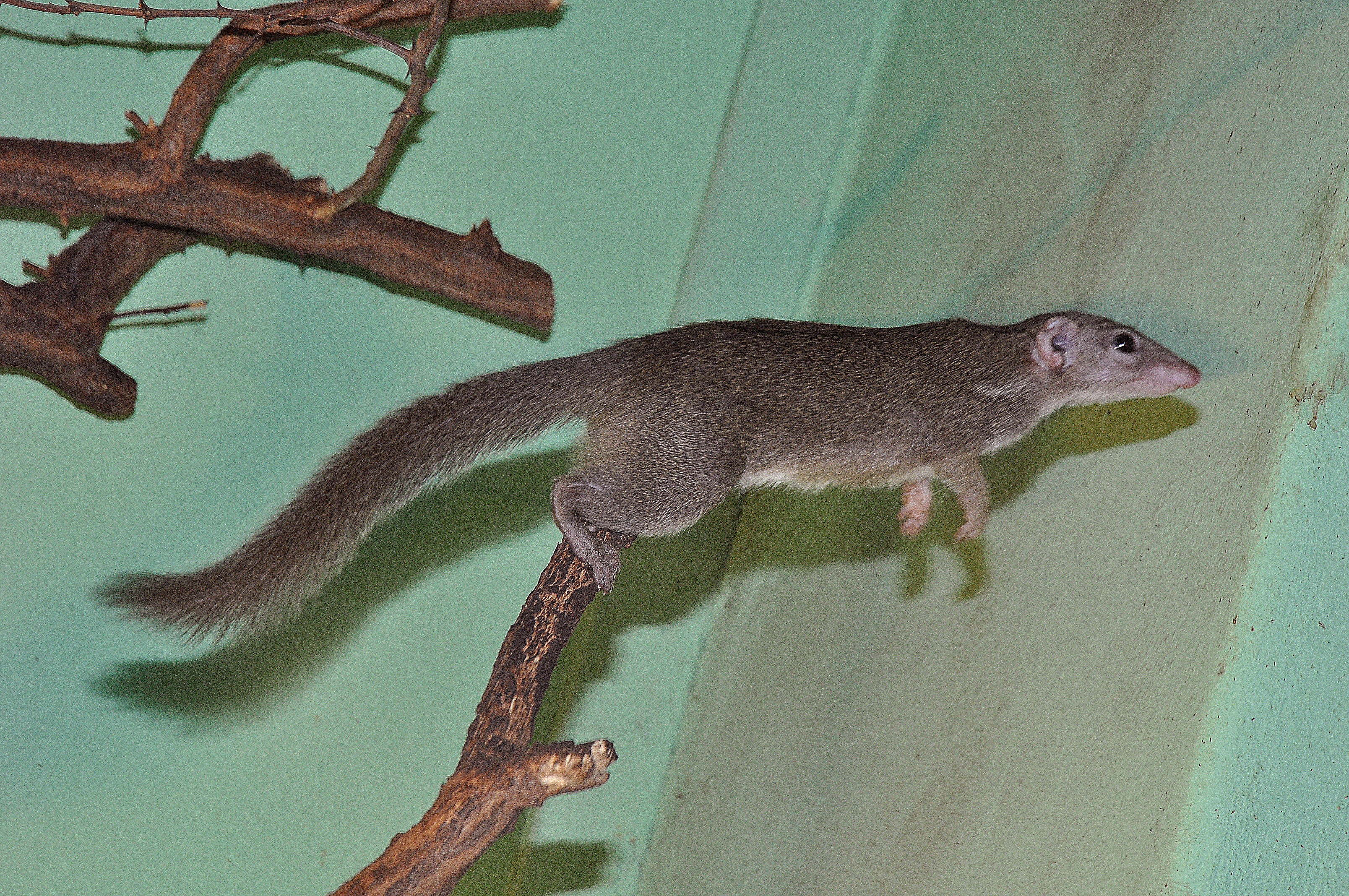
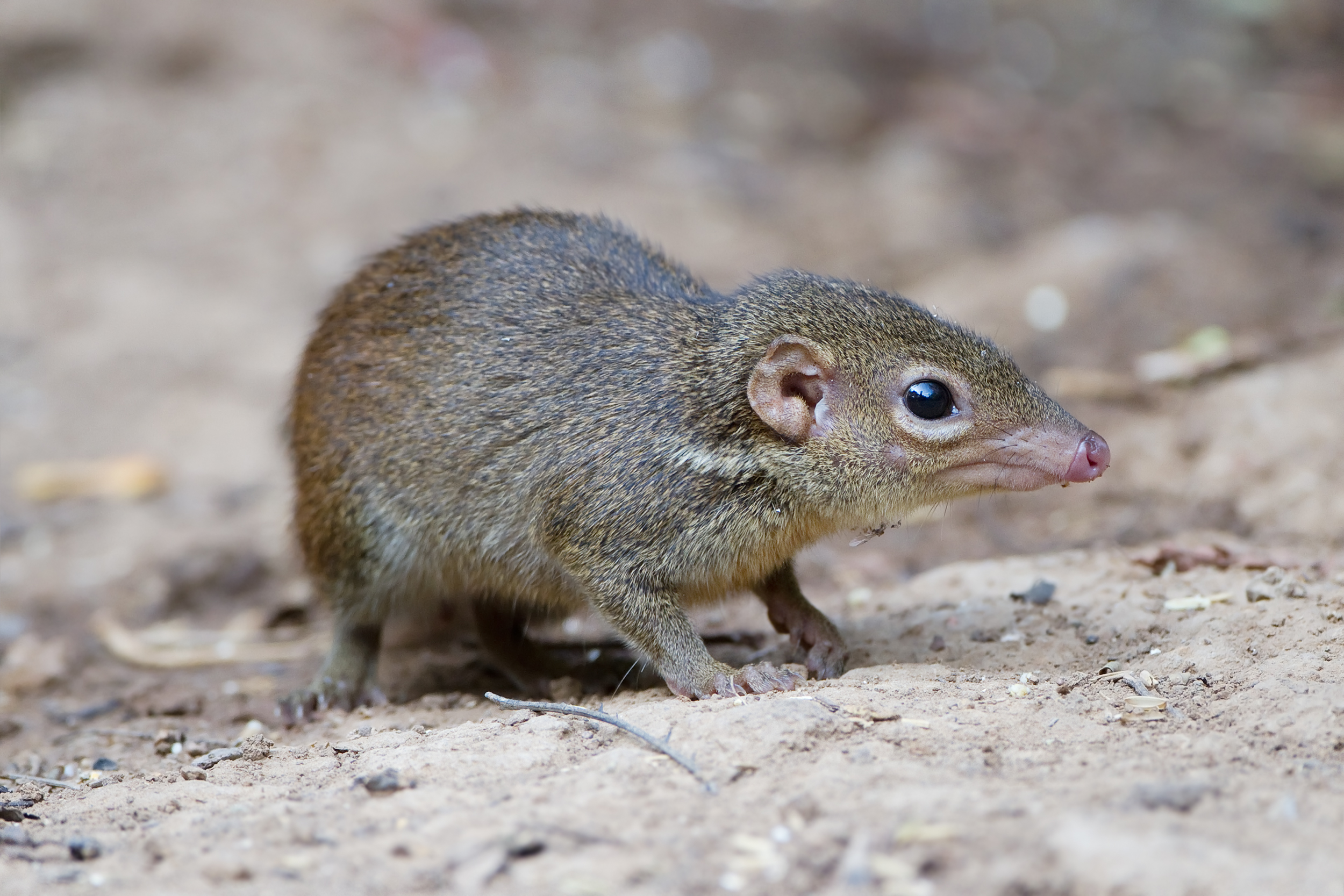
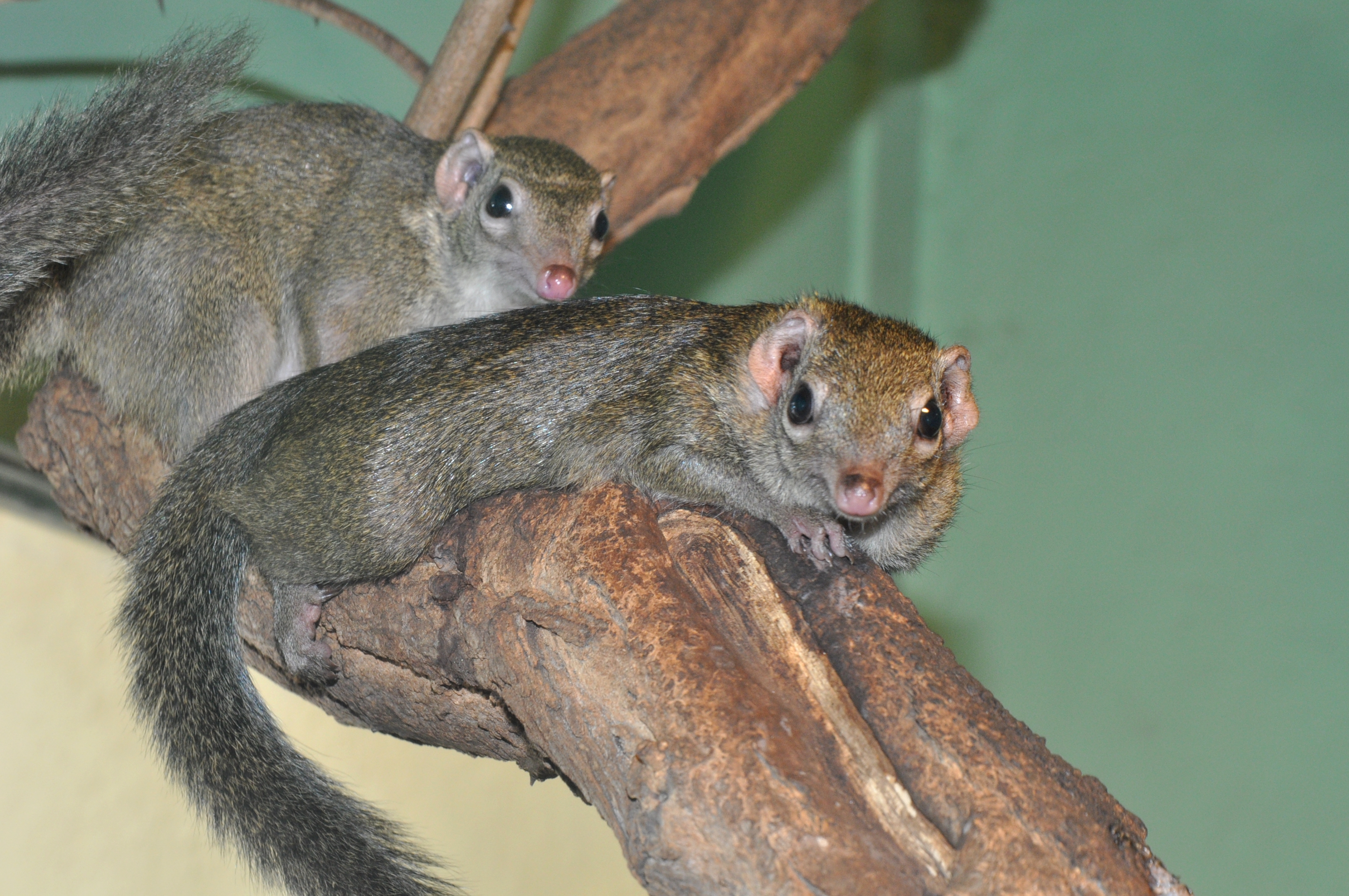